# ملاحظات و محاکمات
ملاحظات و محاکمات (دو لایحه در تحدید حدود ایران و عثمانی) کتابی به نویسندگی میرزامحبعلی‌بن‌محمدتقی ناظم‌الملک و تصحیح نصرالله صالحی است که در سال ۱۳۹۶ توسط نشر طهوری به زبان فارسی منشتر شد. این کتاب در زمینه تاریخ بوده و در زمستان ۱۳۹۷ در فهرست نامزدهای دریافت جایزه کتاب سال قرار گرفت.
کتاب ملاحظات و محاکمات (دو لایحه در تحدید حدود ایران و عثمانی) به عنوان یکی از برگزیدگان سی و ششمین دوره کتاب سال ایران انتخاب شد.
مراسم سی و ششمین دوره جایزه کتاب سال و بیست و ششمین دوره جایزه جهانی کتاب سال با حضور حسن روحانی، رئیس‌جمهوری ایران ۱۶ بهمن ۱۳۹۷ در تالار وحدت برگزار شد.

## دربارهٔ کتاب
پیش از این تعدادی از رسائل و لوایح کوتاه میرزا محبعلی خان تصحیح و به صورت کتابی مستقل منتشر گردیده اما دو لایحه مبسوط به همراه یک ذیل که هر سه در سال ۱۲۹۲ هجری قمری به رشته تحریر درآمده و ارتباط تنگاتنگی با یکدیگر دارند به صورت کتاب حاضر انتشار یافته‌است. اثر حاضر حاوی ۳ نوشته مستقل ولی مرتبط با یکدیگر است.

## جوایز
- کتاب برگزیده سال ۱۳۹۸[۴]

## کتاب سال
کتاب سال عنوان یک جایزه نیمه‌دولتی ایرانی است که هر ساله در بهمن ماه توسط خانه کتاب ایران با تأیید نهایی وزیر فرهنگ و ارشاد اسلامی به نویسندگان برگزیده و شایسته تقدیر در بخش‌های کلیات، فلسفه و روانشناسی، دین، علوم اجتماعی، زبان، علوم کاربردی، هنر، ادبیات و تاریخ و جغرافیا اعطا می‌شود.
پیش تر این جایزه تحت عنوان جایزه سلطنتی کتاب سال از سوی بنیاد پهلوی به کتاب‌های برگزیدهٔ اهدا می‌شد و تا نوروز ۱۳۵۷ ادامه داشت.